# PGC 5228
LEDA/PGC 5228 ist eine linsenförmige Galaxie vom Hubble-Typ S0/a im Sternbild Walfisch südlich der Ekliptik und ist schätzungsweise 215 Millionen Lichtjahre von der Milchstraße entfernt. Sie gilt als Mitglied der acht Galaxien zählenden NGC 530-Gruppe (LGG 22) und als Teil des Galaxienhaufens Abell 194. 

Im selben Himmelsareal befinden sich u. a. die Galaxien NGC 530, NGC 535, NGC 558.